# DAI Imagination machine
Pour les articles homonymes, voir DAI.
Le DAI Imagination machine est un ordinateur d'origine belge, construit par la société Indata, sorti en 1977 (1980 en France). Supportant les écrans couleurs, il avait de très riches possibilités graphiques et musicales.
Équipé d'un processeur 8080A, il comptait 24 Kio de ROM et 48 Kio de RAM, et enregistrait ses programmes sur cassette audio ou sur une unité de mini cassettes numériques, le Memocom.

## Description
Une curiosité est la gestion de la mémoire ROM : le processeur ne pouvait adresser que 64 Kio de mémoire. Avec les 48 Kio de RAM et les 24 Kio de ROM, on arrive à 72 Kio. En fait, un commutateur électronique permettait de commuter des bancs mémoires (au nombre de quatre) qui occupaient ainsi la même adresse logique.
De nombreux modes graphiques dont : 336 {\displaystyle \times } 256 pixels en 4 ou 16 couleurs pouvant être poussé à 512 {\displaystyle \times } 200 en 4 ou 16 couleurs. En fait 8 pixels étaient stockés sur 2 octets. Le mode 16 couleurs impliquait des contraintes de proximité afin d'utiliser des octets de pixels pour redéfinir la palette.
Une autre curiosité était son système d'exploitation relativement gros pour l'époque puisque stocké dans 24 Kio. Ce système proposait un semi-compilateur basic très innovant voire unique[réf. nécessaire] pour l'époque. Il rendait les performances des programmes en basic exceptionnelles malgré une fréquence d'horloge du processeur faible de 0,5 MHz. Ce semi-compilateur traduisait et stockait le nom des commandes basic en code hexa sur un octet évitant ainsi un traitement de chaîne de caractères à l'exécution. Le système offrait aussi, et c'était innovant, un éditeur de code pleine page et non ligne à ligne.
Il était également doté d'un générateur matériel de nombres aléatoires. Il disposait, enfin, d'un emplacement pour un coprocesseur arithmétique AM9511 très coûteux.
Par la suite, une double unité de disquettes 5,25 pouces et un système d'exploitation - le DAI Dos - furent commercialisés par le fabricant. Un concurrent sortit une autre unité de disquettes doté d'un système d'exploitation plus perfectionné, le Ken Dos. Mais le principal périphérique de stockage fut le lecteur de cassettes digitales Memocom de 128 ko. Ce périphérique était géré par une ROM de 2 Kio supplémentaire.

## Note
1. ↑  Avec un prix supérieur à 550 FF, soit 10 % d'un salaire moyen à l'époque, et 10% du prix de la machine, c'était en effet plutôt un luxe pour une machine semi-compilée ; cf. « Petites annonces », L'Ordinateur Individuel, septembre 1984, p. 252-253